# パッサカリア (兼田敏)
シンフォニックバンドのためのパッサカリア（Passacaglia for Symphonic Band）は、兼田敏が作曲した吹奏楽曲。「吹奏楽のためのパッサカリア」などと表記される場合もある。

## 概要
1971年、音楽之友社創立30周年記念行事の委嘱作品として作曲された。1972年5月30日に、東京音楽大学シンフォニック・ウィンド・アンサンブルによって初演され、音楽之友社から出版された。
「中学校や高等学校のバンドで可能な演奏技術で、音楽の楽しみや喜びが味わえるようなものを書きたいと思いました」という作曲意図の通りに作曲直後から広範に取り上げられている。
全日本吹奏楽コンクール全国大会において、13回自由曲として取り上げられており、5団体金賞受賞をしている（1972年 静岡県立浜松工業高等学校吹奏楽部、1976年 ヤマハ吹奏楽団浜松、1978年 那覇市立石田中学校吹奏楽部、1980年 出雲吹奏楽団、2004年 福岡工業大学吹奏楽団）〈2017年時点〉。
なお、本作品は中原達彦の手により管弦楽編成に編曲されており、2011年2月25日に下野竜也の指揮により大阪フィルハーモニー交響楽団の演奏で初演された。この編曲は、2018年に下野竜也指揮、東京交響楽団の「名曲全集 第135回」にて再演される。
2017年、保科洋の手により管弦楽編成に編曲され、保科アカデミー室内管弦楽団（秋山隆指揮）により初演された。

## 編成
| 木管 | 木管                 | 金管  | 金管 | 弦・打 | 弦・打                                                                 |
| ---- | -------------------- | ----- | ---- | ------ | ---------------------------------------------------------------------- |
| Fl.  | 2, Picc.             | Crnt. | 3    | Cb.    | ●                                                                      |
| Ob.  | 1                    | Hr.   | 4    | Timp.  | ●                                                                      |
| Fg.  | 1                    | Tbn.  | 3    | 他     | シンバル（クラッシュ、サスペンデッド）、トライアングル、小太鼓、大太鼓 |
| Cl.  | 3, E♭, Alto, Bass    | Eup.  | ●    | 他     | シンバル（クラッシュ、サスペンデッド）、トライアングル、小太鼓、大太鼓 |
| Sax. | Alt. 2 Ten. 1 Bar. 1 | Tub.  | ●    | 他     | シンバル（クラッシュ、サスペンデッド）、トライアングル、小太鼓、大太鼓 |

## 楽曲
演奏時間は約6分半。モデラート、変ホ調（「長調でも短調でもない、変ホを中心とした調性」）、3/4拍子。
冒頭に十二半音階の音を全て用いた10小節の主題が低音に提示され、パッサカリアの形式により18の変奏が繰り返される。
主題は曲を通して常に繰り返されるが、第4変奏は4/4拍子のアレグロ・ノン・トロッポとなってテンポを上げ、第12変奏は軽快なワルツになるなど、テンポや曲調を変えながら、多彩な変奏が続く。第9変奏のように、主題が縮小形で現れることもある。最後の変奏は「グランディオーソ」と指示されたトゥッティのコラールとなり、変ホ長調の主和音で力強く終結する。